# AT&T Huron Road Building
El AT&T Huron Road Building (formalmente conocido como Ohio Bell Building ) es un rascacielos art déco ubicado en 750 Huron Road en el centro de Cleveland, en el estado de Ohio (Estados Unidos). Sirve como la sede corporativa de Ohio Bell, una compañía telefónica regional propiedad de AT&T. El edificio tiene 24 pisos y se eleva a una altura de 111 metros (m). Fue diseñado por la firma de Hubbell y Benes, en lo que llamaron "Modern American Perpendicular Gothic", un estilo influenciado por el diseño sin realizar de Eliel Saarinen para la Tribune Tower en Chicago. El trabajo en el edificio comenzó en 1925 y se completó en 1927 a un costo de 5 millones de dólares. Fue brevemente desde 1927 hasta 1930 el edificio más alto de Cleveland.

## Historia
El Huron Road Building fue construido porque Ohio Bell tuvo su centro de conmutación en la avenida Míchigan (ahora desocupado) desde 1890 hasta 1927. Este edificio tuvo que ser desocupado debido a la construcción del complejo Terminal Tower. Durante la construcción, se trasladaron unos 16 000 km de líneas e interruptores desde la avenida Míchigan hasta el actual Complejo Huron. Durante su construcción superó al Union Trust Building como el edificio más alto de Cleveland y conservó el título hasta 1930, cuando fue superado por la Terminal Tower.
En 1938, Ohio Bell instaló una nueva placa de conmutación, que en 1944 recibía un promedio de 25 300 llamadas de larga distancia diarias. En 1949, se puso en marcha un nuevo sistema de retransmisión que permitiría realizar llamadas de larga distancia desde Cleveland a Nueva York o Miami. Este nuevo sistema se instaló en Ohio Bell Telephone Building a un costo de 6,5 millones de dólares.
En 1964, Ohio Bell se mudó a la nueva Erieview Tower. El edificio de Huron Road se mantuvo como un centro de conmutación telefónica para el centro de Cleveland. Fue una de las estaciones de conmutación más grandes del país durante años. En diciembre de 1979 se instló el Super Switcher, un nuevo sistema que ocupaba dos pisos y que fue diseñado para enrutar hasta 550 000 llamadas por hora.
En 1983, Ohio Bell se mudó a su ubicación actual en 45 Erieview. Hoy, el edificio de Huron Road se ha ampliado para el servicio DSL de Cleveland. Ohio Bell cambió su nombre a Ameritech en 1993.

## En la cultura popular
- Los propietarios actuales del edificio afirman que el cocreador de Superman, Joe Shuster, lo usó como modelo para el edificio del Daily Planet, pero el propio Shuster negó que Cleveland proporcionara alguna inspiración visual para Metrópolis.[1][2][6]
- La torre también se puede ver brevemente en la película The Avengers.[7]

## Galería

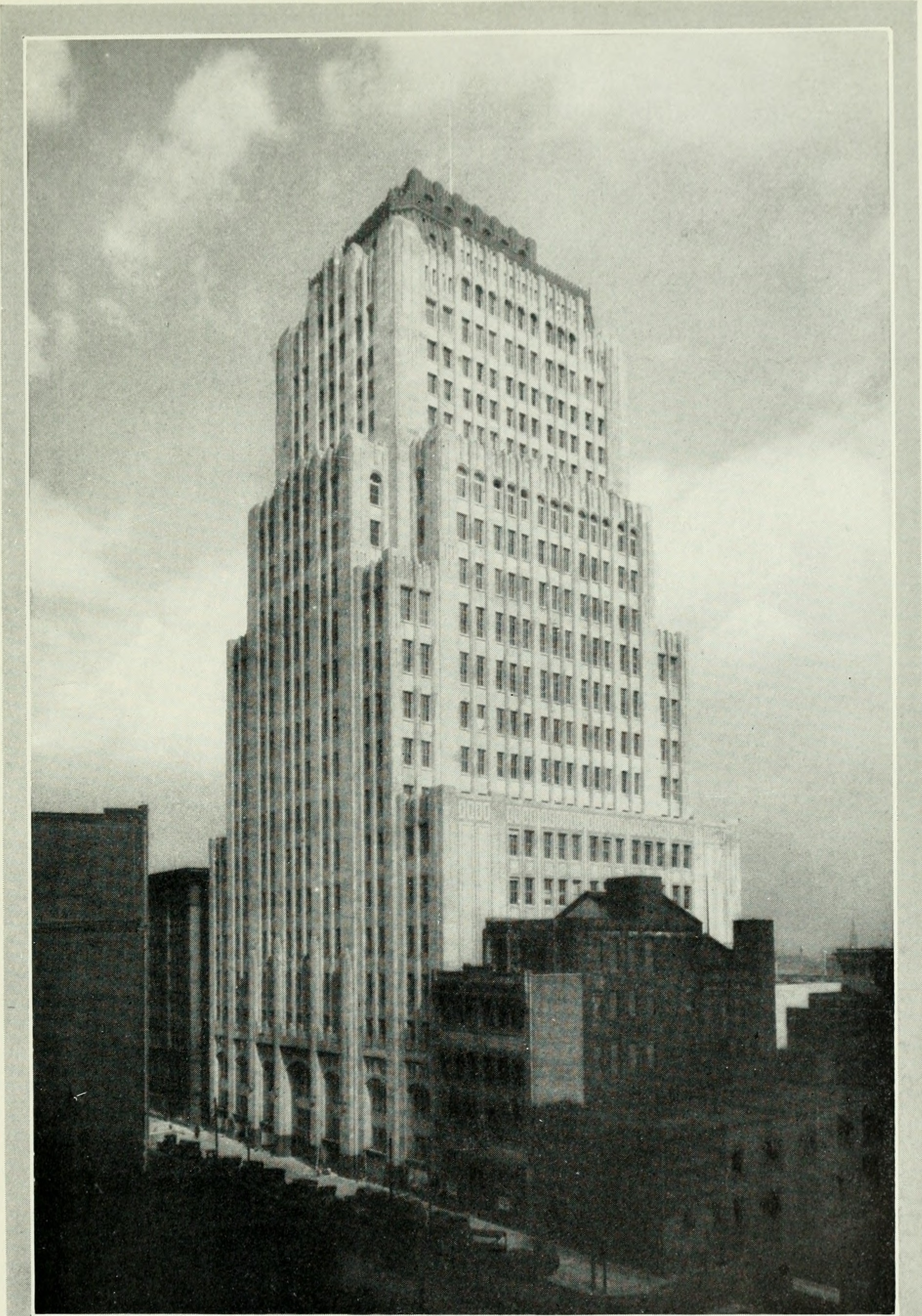
El Ohio Bell Building en 1922
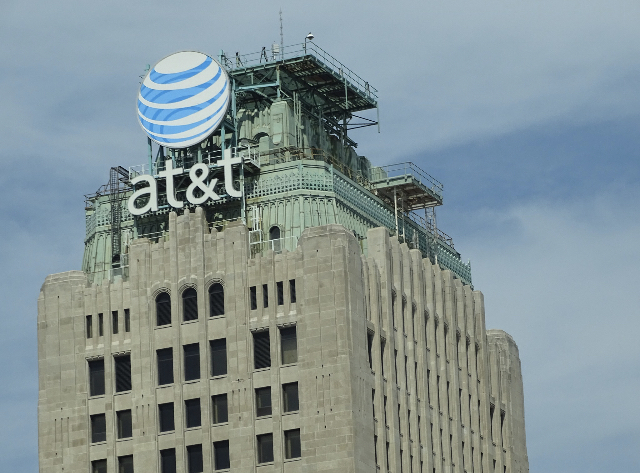
La icónica parte superior de la torre
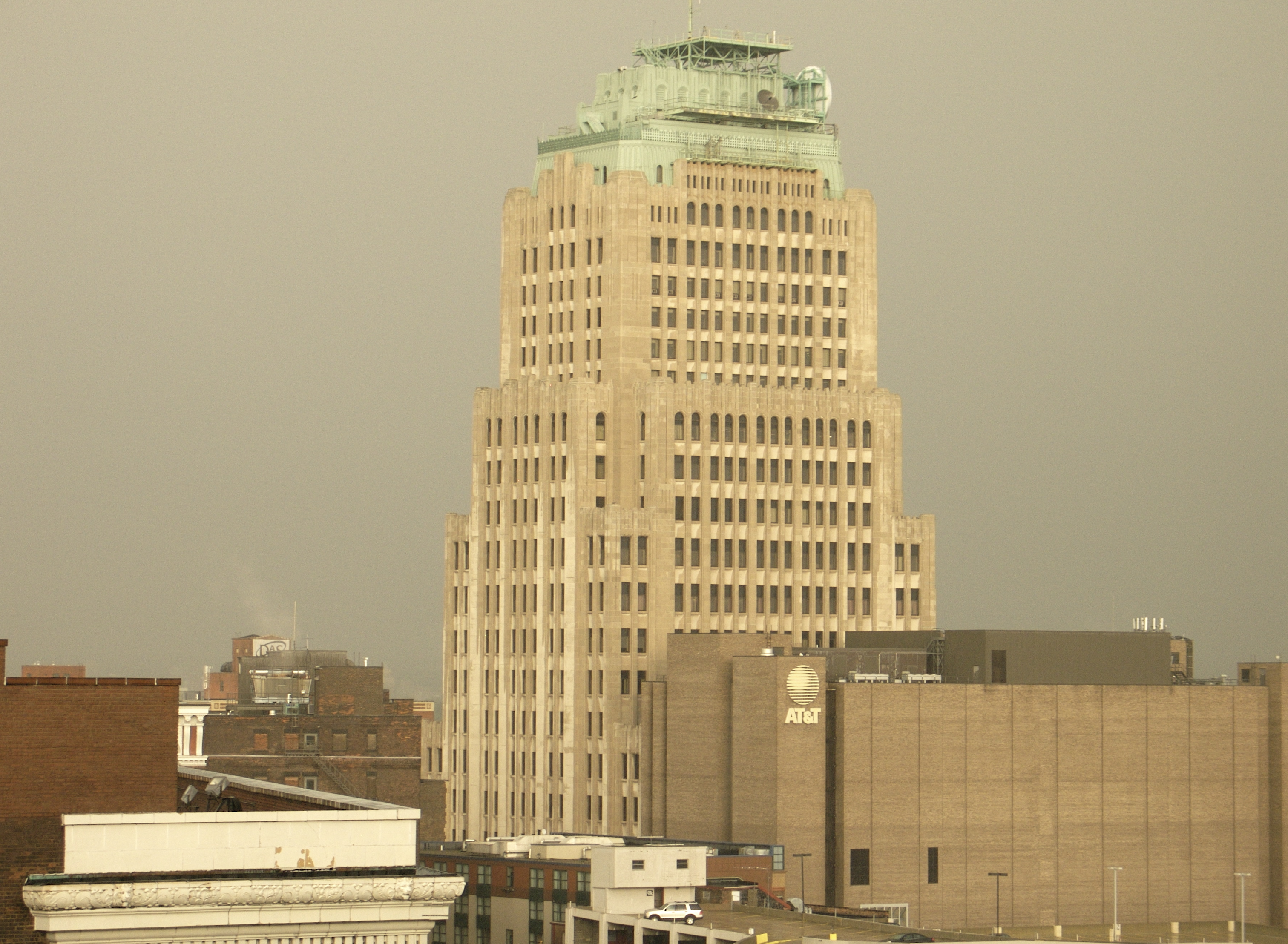
La torre en el skyline de Cleveland
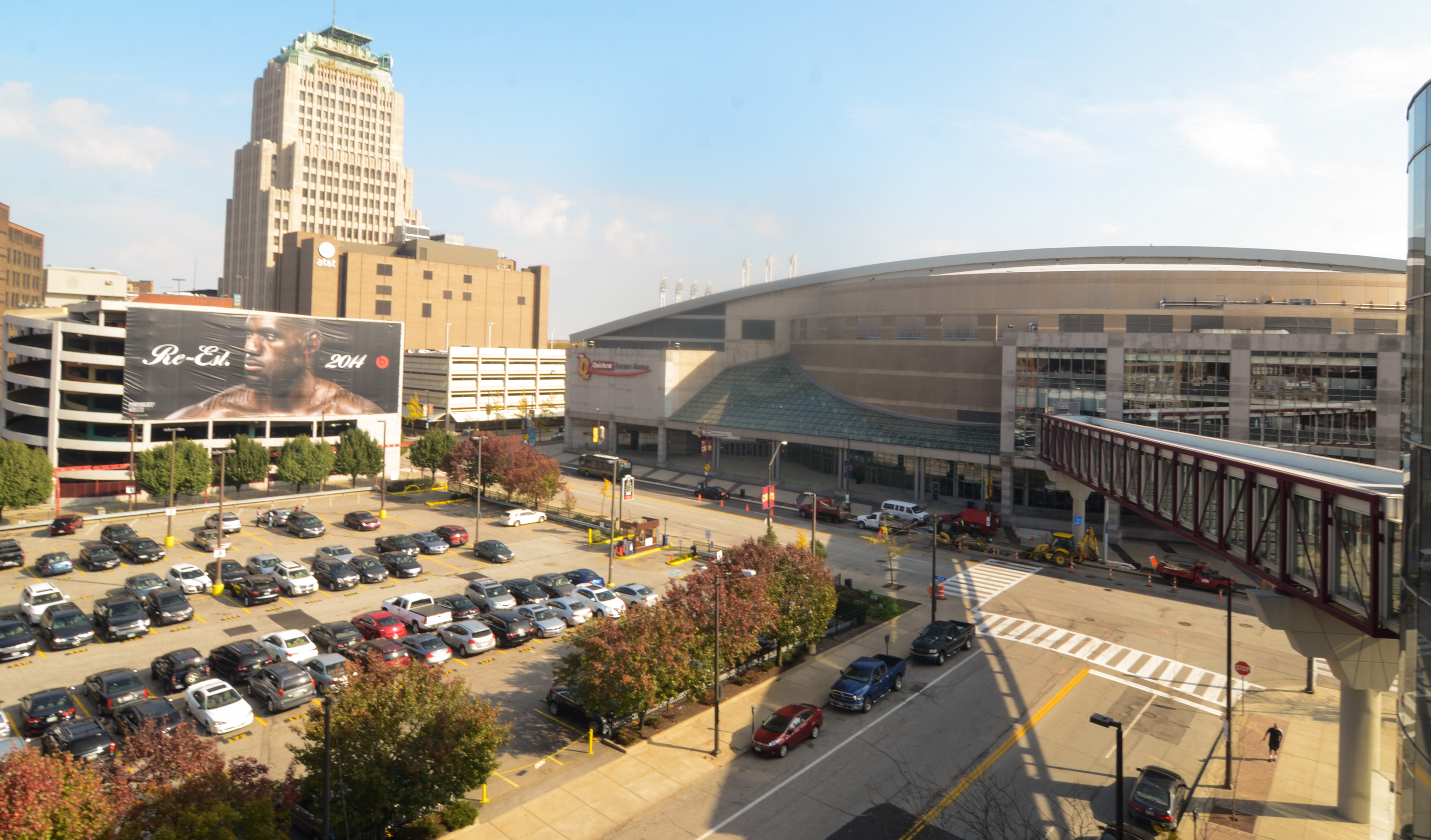
Vista desde el Rocket Mortgage FieldHouse